# Santa Apolónia metróállomás
A Santa Apolónia metróállomás a lisszaboni metró kék metróvonalának déli végén.

## Története
Az állomás 2007. december 19-én nyitotta meg kapuit, egy időben a Terreiro do Paço állomással. Az Avenida Infante D. Henrique úton található és a Santa Apolónia pályaudvarral van összeköttetésben. Nevét a vasútállomásról kapta, amely részben a régi Santa Apolónia kolostor helyén épült.
Innen elérhető a Fado Múzeum, a Lisszaboni Katonai Múzeum és a Santa Apolónia luxuskikötő. 

## Jellemzői
Az állomás építészeti terveit Leopoldo de Almeida Rosa építész, míg a dekorációt José Santa-Bárbara festőművész készítette. A legújabb lisszaboni metróállomásokhoz hasonlóan ez az állomás is ki tudja szolgálni a mozgássérült utasokat; több lift és mozgólépcső könnyíti meg az aluljáró és a peronok megközelítését.

## Fordítás
Ez a szócikk részben vagy egészben  az   Estação Santa Apolónia című portugál Wikipédia-szócikk ezen változatának fordításán alapul.  Az eredeti cikk szerkesztőit annak laptörténete sorolja fel. Ez a jelzés csupán a megfogalmazás eredetét és a szerzői jogokat jelzi, nem szolgál a cikkben szereplő információk forrásmegjelöléseként.